# Fort Bijlmer
Fort Bijlmer (ook Fort Duivendrecht, officieel Fort in den Laander- en Westbijlmerpolder) werd in 1868 gebouwd als een militaire fortificatie ter beveiliging van de hoofdstad Amsterdam. Het was onderdeel van de militaire sector Ouderkerk van de zogenaamde Posten van Krayenhoff die een voorloper was van de latere Stelling van Amsterdam.

## Ligging en functie

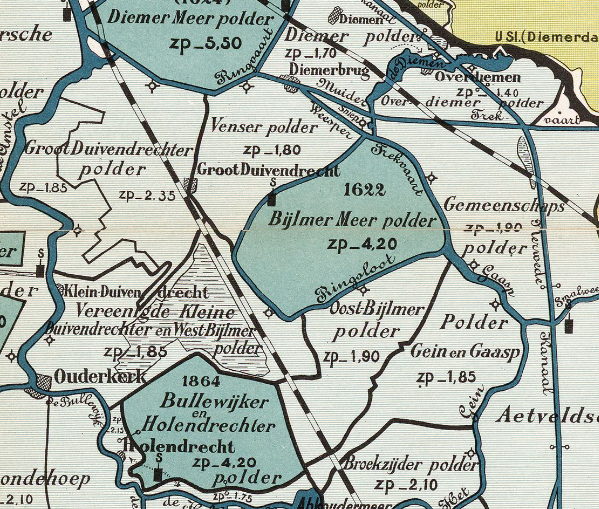
Polders in 1901

Fort Bijlmer moest Amsterdam beschermen tegen oprukkende vijanden vanuit met name de richting Utrecht. Het fort lag aan de ene kant langs de belangrijkste rijksweg van de regio uit die tijd, namelijk de Rijksstraatweg van Utrecht naar Amsterdam (aan de Bijlmerringdijk, niet ver van de huidige A2), en aan de andere kant langs de in 1843 aangelegde Rhijnspoorweg (de huidige spoorweg Utrecht-Amsterdam). Beide toegangen naar de hoofdstad moesten door het fort worden verdedigd.
Het was in die tijd niet gemakkelijk om bij nadering van Amsterdam het fort te vermijden (anders dan via een veel oostelijker of westelijker route) omdat de regio grotendeels uit drassige, ontoegankelijke polders, moerassen en waterwegen bestond. In tijden van politieke spanning of dreigende oorlog diende de Hollandse Waterlinie om de omliggende gebieden (zogenaamde inundatievelden) onder water te zetten en daarmee een vijandelijke opmars nog verder te bemoeilijken of onmogelijk te maken. Dit was in 1573 (Alkmaar), 1574 (Leiden) en 1629 (de Utrechtse Waterlinie tussen de Zuiderzee en de Lek) zeer effectief gebleken in het tegenhouden van binnenvallende vijanden.
Fort Bijlmer lag waar sinds 2003 het gebouw Acanthus van ING Bank staat, tegenover de Hogeschool van Amsterdam, een paar honderd meter van station Amsterdam Bijlmer ArenA, tegenover voetbalstadion ArenA van Ajax. Het bestond uit een fortgracht, gebastionneerde aarden omwallingen, een aantal gebouwen voor manschappen en munitie, en een fortwachterswoning waar onder anderen fortwachter Albert Vogelsang in 1930-1936 met zijn gezin woonde.

## Nabijgelegen forten
Ten zuiden van Fort Bijlmer, niet ver van de huidige IKEA-vestiging in Bullewijk, lag nog een oudere post van Krayenhoff, Batterij Weltevreden; gebouwd in 1810, mogelijk geherprofileerd in 1868, nog bestaand in 1871 en formeel pas opgeheven in 1926. Die batterij bestond uit enkele kanonnen aan de (binnen)rand van de Bijlmerpolder, net als Fort Bijlmer gericht op een eventuele vijand vanuit het zuiden (Abcoude/Utrecht) naderend via de Rijksstraatweg. De oostkant van de Bijlmer was ook kwetsbaar voor een oprukkende vijand. Waar sinds de jaren 1970 de Geerdinkhof is, stond bij de Weespertrekvaart al sinds 1787 artilleriebatterij Weesper Tolhek, toen om de Pruisen uit Duitsland tegen te houden. In de Kromhout-ontwerpen uit 1871 stond hier ook een nieuw te bouwen fort ingetekend (op de Sniep, waar Diem en Weespertrekvaart elkaar kruisen), maar dat is er nooit gekomen. Iets noordelijker is wel de kustbatterij Diemerdam gerealiseerd. Die moest onder andere een vijandelijke opmars via het IJ tegenhouden.

## Bouw
Het hoofdgebouw van het fort, een bomvrije kazerne voor de manschappen, lag aan de achterkant van het fort (de zogenaamde 'keel' van het fort, bij de toegang). Het gebouw was 53 meter lang en 19 meter breed. Het was geheel omringd door grachten, waarvan die aan de achterzijde samenviel met de gracht van het fort. De zachte bodem bleek echter een probleem. De veenbodem werd voor een deel, maar achteraf gezien onvoldoende, weggegraven waarna bouwzand werd gestort en houten heipalen werden geplaatst. Vervolgens werd de kazerne gebouwd en in december 1868 voltooid.

## Instorting
Na het aanbrengen van de gronddekking tegen inkomende artilleriegranaten, aan de voorkant, zijkanten en op het dak van het bakstenen gebouw schoof het ruim tien maanden later op 3 november 1869 langzaam achterwaarts van de paalfundering en deels in de gracht. Het gebouw was onherstelbaar beschadigd.
Er is een uitgebreid onderzoek gedaan, onder verantwoordelijkheid van het ministerie van Defensie en de legerleiding, dat is besproken in de Tweede Kamer. Er waren zowel fouten bij het ontwerp als bij de bouw van het fort gemaakt, waarvan de belangrijkste de kennelijk zwakke fundering betrof. "(...) Een der eenvoudigste middelen ter voorkoming van het ongeval zou geweest zijn, om, alvorens de palen te heijen, de put over de geheele oppervlakte van het gebouw en de bermen tot minstens 1 meter onder den bodem van de diepste gracht uit te graven en te baggeren en met zuiver zand aan te vullen. Hierdoor zouden de onderlagen zijn samengeperst, en de paalfundering den noodigen steun tegen zijdelingsche uitwijking hebben verkregen.(...)" Hiervan is veel geleerd voor de bouw van latere forten voor de Stelling van Amsterdam.

## Stelling van Amsterdam

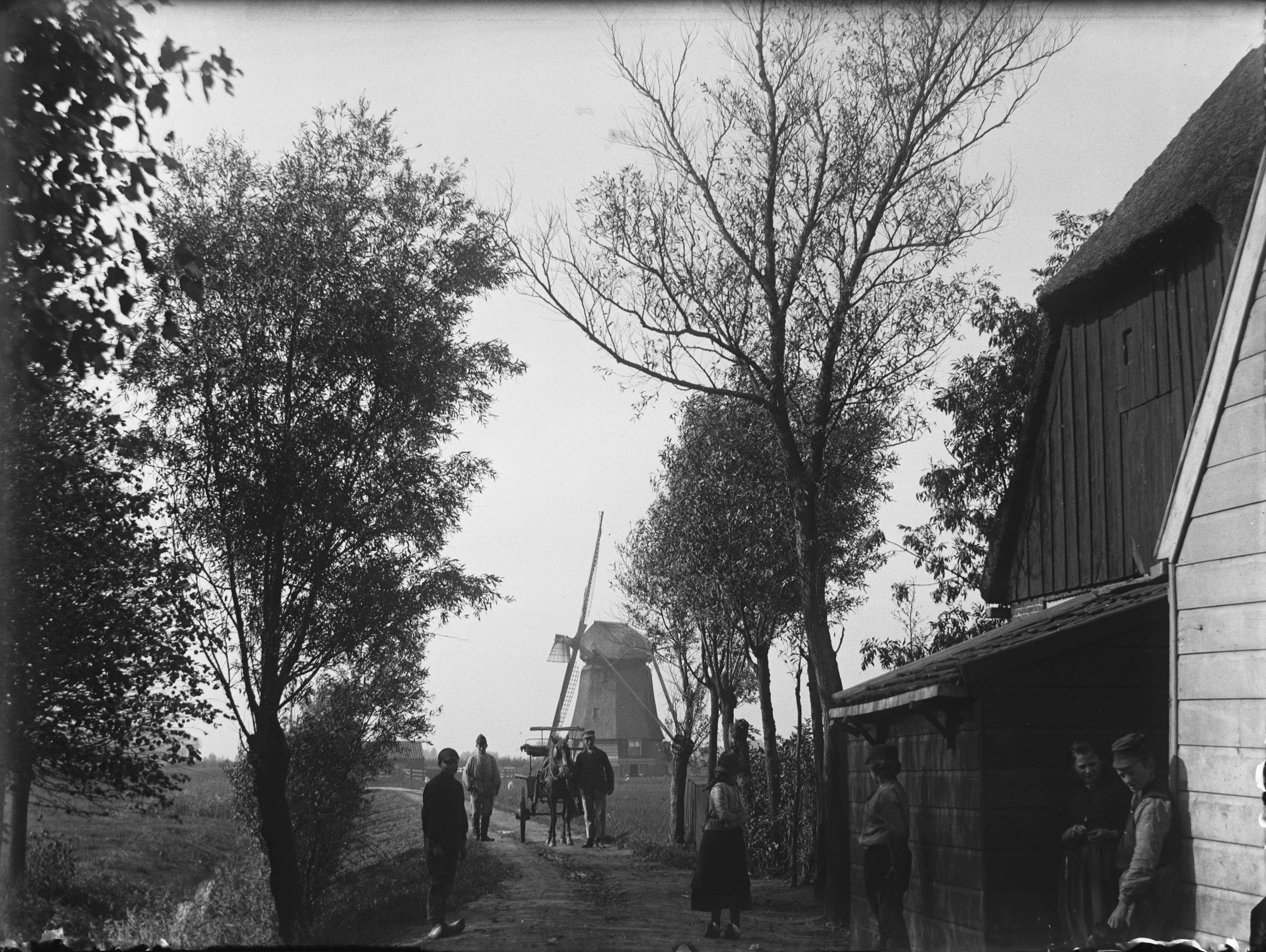
Weg naar het Fort met de molen Westbijlmerpolder in 1893

Fort Bijlmer werd niet afgeschreven. Kort na de bouw van het fort werden in 1871 door legerofficier J.H. Kromhout, kapitein bij de generale staf, ontwerpen gemaakt om de Posten van Krayenhoff om te bouwen tot de latere Stelling van Amsterdam. Hierin was Fort Bijlmer ingetekend als integraal onderdeel van de stelling met een zware artillerie- en infanteriebewapening bestaande uit 24 kanonnen met kaliber variërend tussen 9 en 16 cm, 1 houwitser kaliber 20 cm, 4 mortieren. Die ontwerpen van 38 forten waaronder Fort Bijlmer bevinden zich bij de afdeling Bijzondere Collecties van de Universiteit van Amsterdam en kunnen daar worden ingezien. Het ontwerp van Kromhout voor Fort Bijlmer is uiteindelijk niet uitgevoerd en het Fort Bijlmer van bleef onveranderd in de toestand van 1868. 

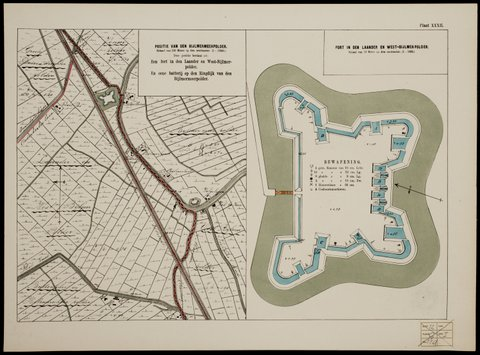
Kromhout kaart 1871 van Fort Bijlmer

Al snel werd duidelijk dat het ontwerp van de stelling moest worden aangepast, omdat deze, gelet op de laatste militair-technologische ontwikkelingen, te dicht bij Amsterdam zou liggen. Vijandelijk geschut had inmiddels een veel grotere draagwijdte, reden om de fortificaties op grotere afstand van Amsterdam aan te leggen. Fort Bijlmer lag hiervoor een paar kilometer te dicht bij Amsterdam. Een vijand zou er met de nieuwe kanonnen en munitie gemakkelijk overheen kunnen schieten en de stad Amsterdam kunnen raken. De nieuwe fortificaties moesten deze dreiging voorkomen. De ontwerpen van Kromhout zijn later fundamenteel aangepast, de definitieve locaties kwamen verder van Amsterdam te liggen, en de uiteindelijke 46 forten rondom Amsterdam zijn bekend geworden als de Stelling van Amsterdam. Tot de ring van forten behoren onder andere die te Weesp, Nigtevecht, Abcoude en Ouderkerk. Die lagen toen wel ver genoeg van Amsterdam. Fort Abcoude was het eerste fort van de nieuwe stelling en kwam gereed in 1885, dus pas 17 jaar na Fort Bijlmer. Het is zeker dat men bij de bouw van Fort bij Abcoude veel had geleerd van de ervaringen bij de bouw van Fort Bijlmer, in het bijzonder het eerst volledig afgraven van het veen, het storten en daarna langdurig (2-3 jaar) laten inklinken van bouwzand en het adequaat onderheien alvorens er een zwaar militair gebouw te gaan bouwen. Dat is een van de redenen dat de bouw van Fort bij Abcoude zo lang heeft geduurd.

## Latere functies

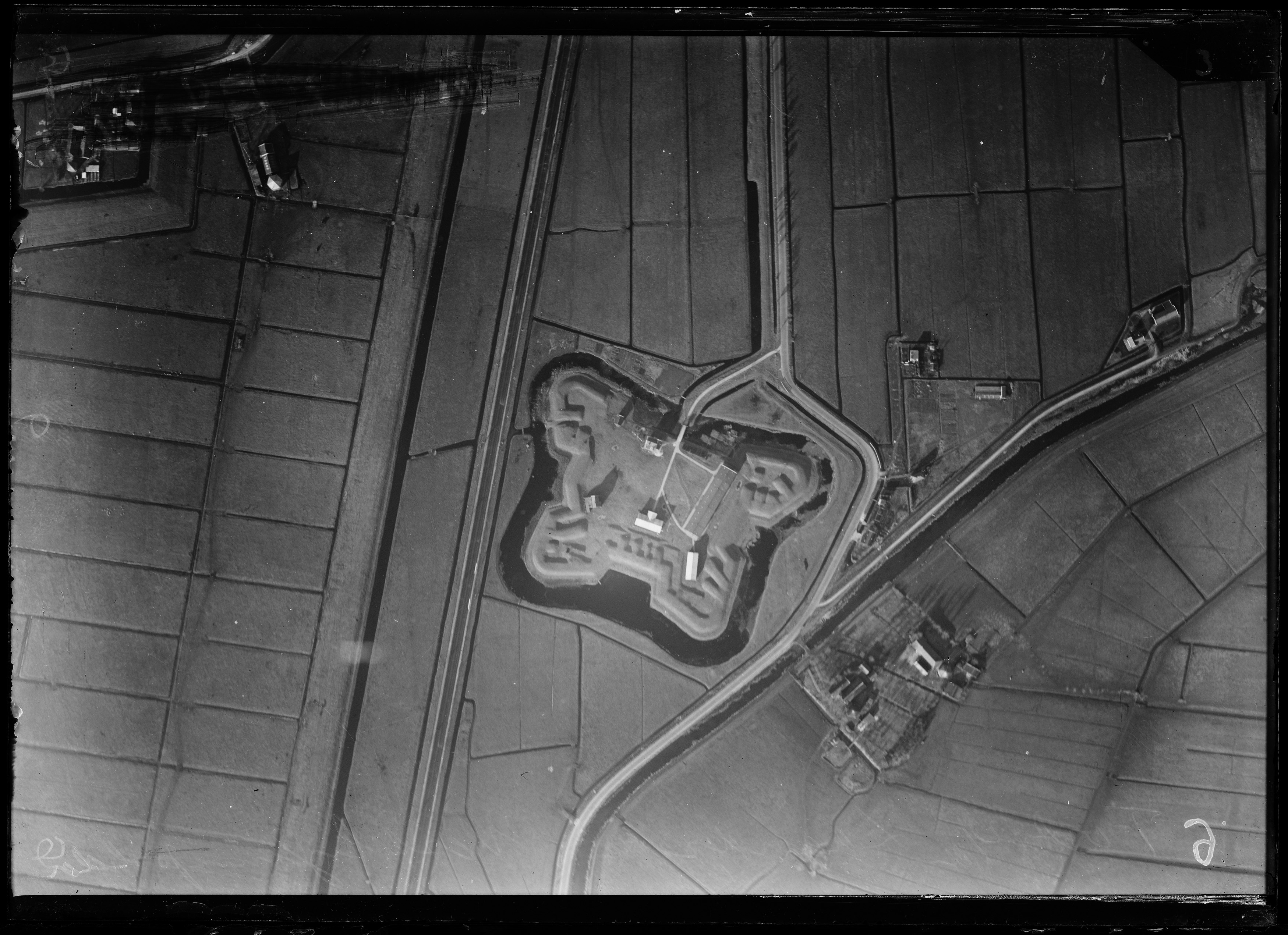
Fort Bijlmer in 1920

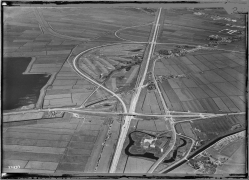
Fort Bijlmer in 1939

Fort Bijlmer kreeg rond de eeuwwisseling samen met het even verderop aan de ringdijk van de Bijlmermeer gelegen Kruithuis een rol als munitieopslagplaats waarvoor een projectielenloods en fortwachterswoning werden gebouwd. Na de Eerste Wereldoorlog hief de legerleiding in 1919 de verdedigende functie van het fort formeel op, al bleef het fort wel in bedrijf als opslagplaats en bleef de fortwachter er wonen. Uit 1920-1936 stamt de eerste luchtfoto. De Rijksstraatweg van Utrecht/Abcoude naar Duivendrecht/Amsterdam gaat dan nog om het fort heen. Maar eigenlijk was het fort zo onbelangrijk geworden dat in 1936 de Rijksstraatweg recht over het fortterrein werd getrokken. Uit 1939 stamt de enige andere (lucht)foto van Fort Bijlmer in zijn geheel.
Na de Tweede Wereldoorlog werd Fort Bijlmer gebruikt als executieplaats voor oorlogsmisdadigers. De bekendsten zijn: Ans van Dijk, die voor de Sicherheidsdienst circa 700 Joodse onderduikers verraadde (1948), Maarten Kuiper, de Nederlandse SD-jager op onderduikers, onder andere aanwezig bij de arrestatie van Anne Frank en haar mede-onderduikers op de Prinsengracht en verantwoordelijk voor de executie van verzetsstrijdster Hannie Schaft (1945), en Karl Peter Berg, Duitse SS-kampcommandant van kamp Amersfoort (1949). De doodstraf in Nederland werd in 1952 afgeschaft.

## Einde fort
In de jaren zestig werden de fortgebouwen definitief ontmanteld. De grond werd geëgaliseerd ten behoeve van de aanleg van de nieuwe Amsterdamse wijk Bijlmermeer, tegenwoordig stadsdeel Amsterdam-Zuidoost. Het terrein heeft jaren braak gelegen, totdat het een definitieve bestemming zou krijgen. Nog eenmaal kwam Fort Bijlmer in het nieuws, toen bleek dat men begin 21e eeuw bij de bouwvoorbereiding voor het Acanthus-gebouw van de ING Bank op de oude heipalen van Fort Bijlmer stuitte.